# سیارک ۲۴۱۴۸
سیارک ۲۴۱۴۸ (به انگلیسی: 24148 Mychajliw، نامگذاری:1999VM169) بیست و چهار هزار و صد و چهل و هشتمین سیارک کشف شده‌است که در ۱۴ نوامبر ۱۹۹۹ کشف شد.
قدر مطلق سیارک برابر ۱۳.۵ است.